# 2088

## Evenimente
- Eclipsa de Soare din 21 aprilie 2088: aceasta este următoarea eclipsă totală care va avea loc pe 21 aprilie 2088 și va debuta cu un eveniment astronomic ce va fi vizibil în Europa, Africa de Nord, Marea Neagră Orientul Mijlociu, Asia de Vest și Asia de Est; ea va putea fi vizibilă în totalitate în Malta și mai ales în Grecia[1], iar aceasta va fi parțial vizibilă în România.